# Estratiominos
Estratiominos (Stratiomyini) são uma tribo de moscas da família Stratiomyidae.

## Gêneros
Estes 26 gêneros pertencem à tribo Stratiomyini:
- Afrodontomyia James, 1940 i c g
- Alliocera Saunders, 1845 i c g
- Anopisthocrania Lindner, 1935 i c g
- Anoplodonta James, 1936 i c g b
- Catatasis Kertesz, 1912 i c g
- Chloromelas Enderlein, 1914 i c g
- Crocutasis Lindner, 1935 i c g
- Cyrtopus Bigot, 1883 i g
- Dischizocera Lindner, 1952 i c g
- Gongroneurina Enderlein, 1933 i c g
- Hedriodiscus Enderlein, 1914 i c g b
- Hoplitimyia James, 1934 i c g b
- Metabasis Walker, 1851 i c g
- Nyassamyia Lindner, 1980 i c g
- Odontomyia Meigen, 1803 i c g b
- Oplodontha Rondani, 1863 i c g
- Pinaleus Bezzi, 1928 i c g
- Promeranisa Walker, 1854 i c g
- Psellidotus Rondani, 1864 i c g b
- Rhingiopsis Roder, 1886 i c g
- Scapanocnema Enderlein, 1914 i
- Stratiomyella James, 1953 i c g
- Stratiomys Geoffroy, 1762 i c g b
- Systegnum Enderlein, 1917 i g
- Zuerchermyia Woodley, 2001 i c g
- Zulumyia Lindner, 1952 i c g

Fontes de dados: i = ITIS, c = Catalogue of Life, g = GBIF, b = Bugguide.net

## Referência
1. ↑  «British Soldierflies and Their Allies: A Field Guide to the Larger British Brachycera by Alan Stubbs». LibraryThing.com (em inglês). Consultado em 15 de março de 2022
2. ↑  
«Stratiomyini Report». Integrated Taxonomic Information System. Consultado em 29 de abril de 2018
3. ↑  
«Catalogue of Life». Consultado em 29 de abril de 2018
4. ↑  
«GBIF». Consultado em 29 de abril de 2018
5. ↑  
«Stratiomyini Tribe Information». BugGuide.net. Consultado em 29 de abril de 2018